# Liste der Bodendenkmäler in Speichersdorf
Auf dieser Seite sind die Bodendenkmäler in der oberfränkischen Gemeinde Speichersdorf zusammengestellt. Diese Tabelle ist eine Teilliste der Liste der Bodendenkmäler in Bayern. Grundlage ist die Bayerische Denkmalliste, die auf Basis des Bayerischen Denkmalschutzgesetzes vom 1. Oktober 1973 erstmals erstellt wurde und seither durch das Bayerische Landesamt für Denkmalpflege geführt wird. Die folgenden Angaben ersetzen nicht die rechtsverbindliche Auskunft der Denkmalschutzbehörde.

## Bodendenkmäler der Gemeinde Speichersdorf

### Bodendenkmäler in der Gemarkung Guttenthau
| Lage                  | Objekt | Akten-Nr.     | Bild |
| --------------------- | --- | ------------- | ---- |
| Guttenthau (Standort) | Befunde des Mittelalters und der frühen Neuzeit im Bereich von Schloss Guttenthau sowie Befunde der zugehörigen frühneuzeitlichen Gartenanlage. | D-4-6136-0043 |      |

### Bodendenkmäler in der Gemarkung Haidenaab
| Lage                 | Objekt | Akten-Nr.     | Bild |
| -------------------- | --- | ------------- | ---- |
| Haidenaab (Standort) | Vorgängerbau sowie Befunde des Mittelalters und der frühen Neuzeit im Bereich der Katholischen Filialkirche St. Ursula von Haidenaab. | D-4-6136-0046 |      |
| Haidenaab (Standort) | Vorgängerbauten sowie Befunde des Mittelalters und der frühen Neuzeit im Bereich von Schloss Göppmannsbühl.                           | D-4-6136-0049 |      |

### Bodendenkmäler in der Gemarkung Kirchenlaibach
| Lage                      | Objekt                                                                                  | Akten-Nr.     | Bild |
| ------------------------- | --------------------------------------------------------------------------------------- | ------------- | ---- |
| Kirchenlaibach (Standort) | Vorgängerbau der neuzeitlichen Katholischen Pfarrkirche St. Ägidius von Kirchenlaibach. | D-4-6136-0039 |      |

### Bodendenkmäler in der Gemarkung Nairitz
| Lage                             | Objekt | Akten-Nr.     | Bild |
| -------------------------------- | --- | ------------- | ---- |
| Nairitz Speichersdorf (Standort) | Archäologische Befunde des Mittelalters und der frühen Neuzeit im Bereich des ehemaligen Schlosses von Nairitz. | D-4-6136-0052 |      |

### Bodendenkmäler in der Gemarkung Prebitz
| Lage                             | Objekt                                                                              | Akten-Nr.     | Bild |
| -------------------------------- | ----------------------------------------------------------------------------------- | ------------- | ---- |
| Prebitz Speichersdorf (Standort) | Archäologische Befunde des Mittelalters im Bereich der ehemaligen Burg Frankenberg. | D-4-6136-0029 |      |

### Bodendenkmäler in der Gemarkung Roslas
| Lage              | Objekt                                                                     | Akten-Nr.     | Bild |
| ----------------- | -------------------------------------------------------------------------- | ------------- | ---- |
| Roslas (Standort) | Siedlung vor- und frühgeschichtlicher oder mittelalterlicher Zeitstellung. | D-4-6136-0008 |      |

### Bodendenkmäler in der Gemarkung Wirbenz
| Lage               | Objekt | Akten-Nr.     | Bild |
| ------------------ | --- | ------------- | ---- |
| Wirbenz (Standort) | Freilandstation des Spätpaläolithikums und des Mesolithikums, Siedlung des Neolithikums und des hohen bis späten Mittelalters sowie Bestattungsplatz karolingisch-ottonischer Zeitstellung. | D-4-6136-0006 |      |
| Wirbenz (Standort) | Freilandstation des Mesolithikums. | D-4-6136-0009 |      |
| Wirbenz (Standort) | Freilandstation des Spätpaläolithikums und des Mesolithikums sowie Siedlung des Neolithikums.                                                                                               | D-4-6136-0010 |      |
| Wirbenz (Standort) | Freilandstation des Mesolithikums. | D-4-6137-0050 |      |
| Wirbenz (Standort) | Vorgängerbau sowie Befunde des Mittelalters und der frühen Neuzeit im Bereich der Evangelisch-Lutherischen Pfarrkirche St. Johannis von Wirbenz.                                            | D-4-6137-0051 |      |

### Bodendenkmäler in der Gemarkung Zeulenreuth
| Lage                   | Objekt                                                                                               | Akten-Nr.     | Bild |
| ---------------------- | --- | ------------- | ---- |
| Zeulenreuth (Standort) | Befunde des Mittelalters und der frühen Neuzeit im Bereich des ehemaligen Schlosses von Zeulenreuth. | D-4-6136-0041 |      |